# Actinocephalus
Actinocephalus es un género de plantas con flores perteneciente a la familia Eriocaulaceae. Comprende 29 especies descritas y de estas, solo 28 aceptadas.

## Taxonomía
El género fue descrito por (Körn.) Sano y publicado en Taxon 53(1): 99. 2004.

## Especies aceptadas
A continuación se brinda un listado de las especies del género Actinocephalus aceptadas hasta marzo de 2014, ordenadas alfabéticamente. Para cada una se indica el nombre binomial seguido del autor, abreviado según las convenciones y usos.
- Actinocephalus aggregatus F.N.Costa
- Actinocephalus bongardii (A.St.-Hil.) Sano
- Actinocephalus brachypus (Bong.) Sano
- Actinocephalus cabralensis (Silveira) Sano
- Actinocephalus callophyllus (Silveira) Sano
- Actinocephalus ciliatus (Bong.) Sano
- Actinocephalus cipoensis (Silveira) Sano
- Actinocephalus claussenianus (Körn.) Sano
- Actinocephalus compactus (Gardner) Sano
- Actinocephalus coutoensis (Moldenke) Sano
- Actinocephalus deflexus F.N.Costa
- Actinocephalus denudatus (Körn.) Sano
- Actinocephalus diffusus (Silveira) Sano
- Actinocephalus divaricatus (Bong.) Sano
- Actinocephalus falcifolius (Körn.) Sano
- Actinocephalus fimbriatus (Silveira) Sano
- Actinocephalus glabrescens (Silveira) Sano
- Actinocephalus graminifolius F.N.Costa
- Actinocephalus herzogii (Moldenke) Sano
- Actinocephalus heterotrichus (Silveira) Sano
- Actinocephalus ithyphyllus (Mart.) Sano
- Actinocephalus nodifer (Silveira) Sano
- Actinocephalus ochrocephalus (Körn.) Sano
- Actinocephalus polyanthus (Bong.) Sano
- Actinocephalus ramosus (Wikstr.) Sano
- Actinocephalus rigidus (Bong.) Sano
- Actinocephalus robustus (Silveira) Sano
- Actinocephalus stereophyllus (Ruhland) Sano